# Kathedralbasilika St. Peter (London, Ontario)

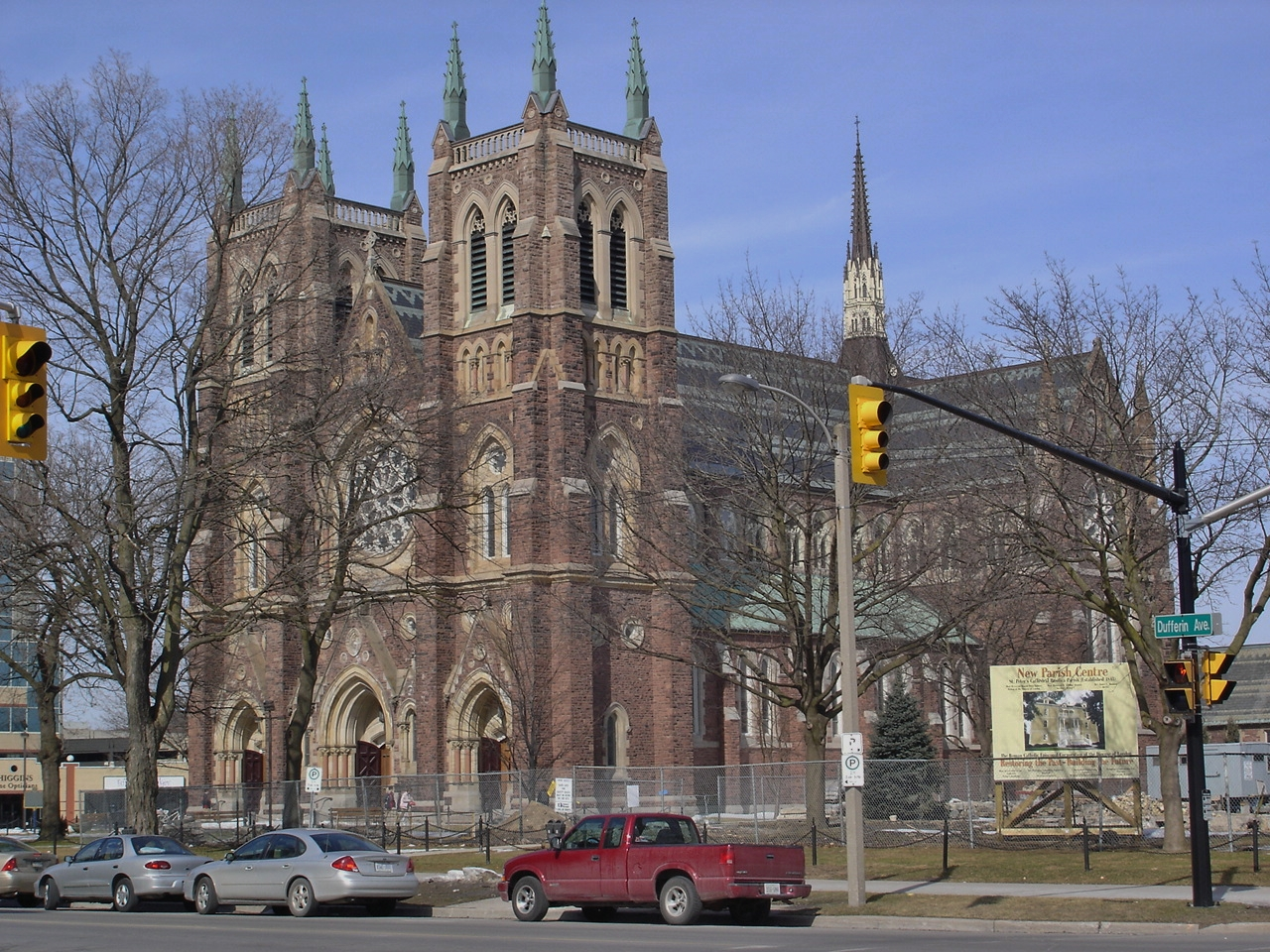
Gesamtansicht der Kathedrale

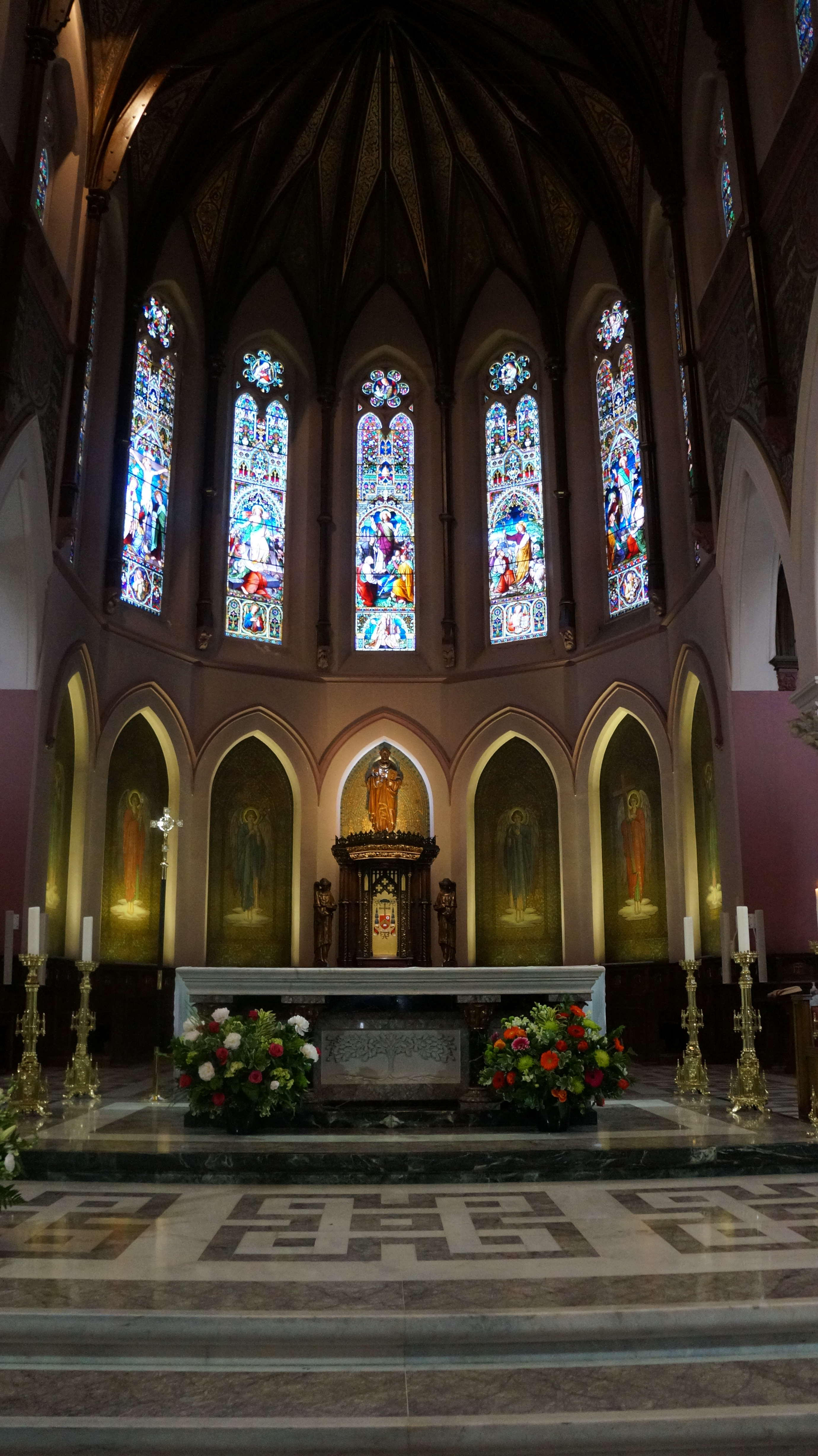
Innenraum der Kathedrale

Kathedralbasilika St. Peter (englisch St. Peter’s Cathedral Basilica) ist eine römisch-katholische Kirche in London in Ontario, Kanada. Die Kathedrale des Bistums London ist dem Apostel Simon Petrus gewidmet und trägt zusätzlich den Titel einer Basilica minor.

## Vorgängerkirchen
Die heute als St. Peter bekannte Pfarrei wurde am 10. August 1834 gegründet und ihre erste Kirche aus Holz errichtet. Zuvor reiste ein Priester in die Gegend, um die Messe für katholische Einwohner zu feiern.
Die Kirche war dem heiligen Laurentius gewidmet und konnte bis zu 180 Personen aufnehmen. Sie wurde im April 1851 Opfer eines Brandes und 1852 durch eine neue Kirche aus Backstein ersetzt. 
Die Diözese London wurde 1856 durch Papst Pius IX. geschaffen. Bischof Pierre-Adolphe Pinsoneault wählte St. Laurentius als Kathedrale und nannte sie in St. Peter um. 1859 verlegte er den Sitz nach Windsor, bevor sein Nachfolger John Walsh dies 1868 rückgängig machte.

## Kathedrale
Bischof John Walsh initiierte einen Neubau, der 1880 unter dem Architekten Joseph Connolly begann. Die neue Kathedrale wurde bis 1885 im neugotischen Stil fertiggestellt und am 28. Juni des Jahres geweiht. Die erste Buntglasfenster wurden 1889 eingebaut, die Fertigstellung der Kirchenausstattung dauerte bis 1926, als auch die Orgel von Casavant Frères mit drei Manualen und über 3000 Pfeifen installiert wurde.
Im Jahr 1958 wurden die Kirchtürme, die Marienkapelle sowie die Sakristei ergänzt. Die Kathedrale St. Peter erhielt am 13. Dezember 1961 durch Papst Johannes XXIII. zusätzlich den Titel einer Basilica minor verliehen.